# Bishops and Clerks
Bishops and Clerks är en grupp öar och klippor i Storbritannien.  De ligger i kommunen Pembrokeshire och riksdelen Wales. Den största ön heter Carreg Rhoson som ligger 3 km från Ramsey Island. Drygt 2 km norr om Carreg Rhoson ligger ett antal klippor som kallas North Bishop.